# Adriaan Peperzak
 (mai 2023).
Si vous disposez d'ouvrages ou d'articles de référence ou si vous connaissez des sites web de qualité traitant du thème abordé ici, merci de compléter l'article en donnant les références utiles à sa vérifiabilité et en les liant à la section « Notes et références ».
Adriaan Peperzak, en 1929, est un philosophe néerlandais.

## Biographie
Après des études de philosophie au monastère franciscain de Venray, et de théologie à Alverna (Italie) et Weert (Pays-Bas), il poursuivit ses études à l'Institut supérieur de philosophie de l'Université catholique de Louvain et à l'Université de Paris, où il a soutenu sa thèse de doctorat, sous la direction de Paul Ricœur, intitulée Le jeune Hegel et la vision morale du monde.
Il a enseigné à l'université Radboud de Nimègue et à l'université d'Utrecht et, depuis 1991, il enseigne à l'université Loyola de Chicago.
Ses recherches en histoire de la philosophie se concentrent essentiellement sur Hegel et Levinas. Il s'intéresse aussi à l'éthique et à la philosophie de la religion.
Il a été titulaire de la Chaire Étienne Gilson (Paris) en 2009-2010.

## Publications
- Le jeune Hegel et la vision morale du monde (1960, 1969)
- Der heutige Mensch und die Heilsfrage (1972)
- Philosophy and Politics: A Commentary on the Preface to Hegel's Philosophy of Right (1987)
- Selbsterkenntnis des Absoluten - Grundlinien der Hegelschen Philosophie des Geistes. Spekulation und Erfahrung, Texte und Untersuchungen zum Deutschen Idealismus (1987)
- Hegels praktische Philosophie - Ein Kommentar zur enzyklopädischen Darstellung der menschlichen Freiheit und ihre objektiven Verwirklichung, Frommann-Holzboog, 1991
- Modern Freedom, Hegel's Legal, Moral, and Political Philosophy, Kluwer Academic Publishers, 2001
- To the Other: An Introduction to the Philosophy of Emmanuel Levinas, Purdue University Press, 1993
- Beyond: The Philosophy of Emmanuel Levinas, Northwestern University Press, 1997
- Before Ethics, Humanities Press, 1997
- Reason In Faith - On The Relevance Of Christian Spirituality For Philosophy, Paulist Press, 1999
- Platonic Transformations, Rowman & Littlefield publ, 1997
- The Quest for Meaning - Friends of Wisdom, from Plato to Levinas, Fordham University Press, 2003
- Elements of Ethics, Stanford University Press, 2003
- Philosophy between Faith and Theology - addresses to catholic intellectuals, University of Notre Dame Press, 2005
- Thinking. From Solitude to Dialogue and Contemplation, Fordham University Press, 2006
- Savoir et sagesse, PUF, coll. « Chaire Étienne Gilson », 2011